# جیسون رالف (بازیگر)
جیسون رالف (به انگلیسی: Jason Ralph) یک بازیگر سینما و تئاتر آمریکایی اهل ایالت مک‌کینی، تگزاس است که بیشتر برای ایفای نقش کوئنتین کولدواتر در مجموعه تلویزیونی جادوگران شهرت دارد.

## حرفه
او در سال ۲۰۱۴، نقش یان تامپسون در فیلم «یک سال بسیار خشن» را بازی کرد و در سال ۲۰۱۵ نیز ایفاگر نقش هریسون دالتون، پسر رئیس‌جمهور دالتون را در ۵ قسمت از سریال تلویزیونی «خانم وزیر» و نقش مایک ویکری در ۱۰ قسمت از مجموعه تلویزیونی «آکواریوس» بود. در همان سال رالف به عنوان کوئنتین کلدواتر، یکی از نقش‌های اصلی در سریال درام تخیلی جادوگران بازی کرد، این مجموعه در تاریخ ۱۶ دسامبر ۲۰۱۵ منتشر شد و در اوایل ۲۰۲۰ به پایان رسید.
رالف از سال ۲۰۱۸، در نقش دوره ای جیک دورکس به بازیگران سریال جوان‌تر پیوست.

## زندگی شخصی
در سال ۲۰۱۸ گزارش شد که رالف با بازیگر ریچل بروزناهان ازدواج کرده‌است، اما بروزناهان بعداً در اوایل سال ۲۰۱۹ فاش کرد که آنها قبل از عمومی شدن روابطشان آنها «سالها با هم ازدواج کرده بودند.» هر دو در مراسم جوایز گلدن گلوب در سال ۲۰۱۹ شرکت کردند، جایی که وی در طی سخنرانی از وی تشکر کرد.